# Tryvannstårnet
Tryvannstårnet ist die Bezeichnung des 1962 erbauten 118 Meter hohen Fernsehturms von Oslo. Der Tryvannstårnet besitzt in 60 Meter Höhe eine Aussichtsplattform, von der man bei gutem Wetter einen Blick bis zur schwedischen Grenze hat. Der Turm war bis zum Jahr 2004 für die Öffentlichkeit zugänglich, er wurde wegen neuer Brandschutzvorschriften jedoch am 1. Januar 2005 für Besucher gesperrt. Eine Wiedereröffnung wäre mit hohen Investitionskosten verbunden.
Im Kellergeschoss des Turmes befinden sich ausgedehnte Bunkeranlagen.